# Janské Lázně
Janské Lázně (Duits: Johannisbad) is een kleine Tsjechische stad en een klein kuuroord in de regio Hradec Králové, en maakt deel uit van het district Trutnov. Janské Lázně telt 708 inwoners (2023) en ligt in een bergachtige omgeving op 519 meter boven zeeniveau.
Lokale warmwaterbronnen werden al in de 15de eeuw benut. In de periode 1675 - 1680 werd in opdracht van Johann Adolf, prins van Schwarzenberg een plaats gesticht. In 1881 verkreeg het stadsrechten. Het bronwater heeft een natuurlijke temperatuur van 29,6°Celsius.
De plaats is ook bij wintersporters bekend. In 1925 werden de FIS Nordic World Ski Championships er gehouden.